# Anny Rüegg
Anny Rüegg   (Coira, 1912 - Zúric, 1 de maig de 2011) va ser una esquiadora d'esquí alpí suïssa que va competir durant la dècada de 1930.
En el seu palmarès destaquen cinc medalles al Campionat del Món d'esquí alpí, una d'or i una de bronze el 1934, i una d'or, una de plata i una de bronze el 1935. A banda, va guanyar diverses carreres internacionals. El 1936 va ser convocada per disputar els Jocs Olímpics d'Hivern de Garmisch-Partenkirchen, però una caiguda a tres dies per començar els Jocs li provocaren una greu lesió al genoll esquerre, que va marcar el final de la seva carrera.